# Die Stimme der Gemeinde
Die Stimme der Gemeinde war eine Zeitschrift, die von 1949 bis 1974 halbmonatlich und dann bis 1989 monatlich erschien. Sie äußerte sich zum kirchlichen Leben, zur Politik, Wirtschaft und Kultur. Die Zeitschrift existierte unter mehreren Wandlungen und bei wechselnden Titeln über vierzig Jahre lang.

## Geschichte
Nach der Veröffentlichung des Darmstädter Wortes am 8. August 1947 bestand beim Bruderrat der Bekennenden Kirche bereits die Absicht, eine eigene Zeitschrift herauszugeben. Doch es gab keine Lizenzen der Besatzungsmächte. Erst 1949 konnte die Zeitschrift Stimme der Gemeinde erscheinen, die vom Bruderrat der Bekennenden Kirche im Stimme Verlag herausgegeben wurde. Nach einer Strukturreform erfolgte 1974 die Umbenennung in den Titel Neue Stimme. Weil sich jedoch die Konstruktion eines eigenen Verlages als nicht mehr tragfähig erwies, übernahm der Pahl-Rugenstein Verlag im Jahr 1977 die Zeitschrift, die ab 1980 zu einer ökumenischen Monatszeitschrift weiterentwickelt wurde.

## Herausgeber
Für den Bruderrat haben die Zeitschrift anfänglich herausgegeben:
- Martin Niemöller
- Oskar Hammelsbeck
- Gustav W. Heinemann
- Hans Joachim Iwand
- Friedrich Karrenberg
- Ludwig Metzger
- Herbert Mochalski
- Karl Gerhard Steck
- Herbert Werner

## Geschichte der Zeitschrift

### 1. Periode von 1949 bis 1959
Am Ende dieser Phase gehörten neu zu den Herausgebern:
- Erica Küppers
- Heinrich Vogel
- Gotthilf Weber
- Ernst Wolf

Ausgeschieden waren während dieser Zeit der Politiker Heinemann und der Sozialwissenschaftler Karrenberg.

### 2. Periode von 1960 bis 1. September 1963
Ein gefälligeres Äußere wurde den Lesern  mit der Januar-Nummer 1960 präsentiert mit der Bemerkung: „Es wird vor allem den Aushang in Kiosken erleichtern.“ was auf Verbreitungsprobleme der Zeitung deutete. Das Blatt war nunmehr mit einer Code-Nummer versehen.

### 3. Periode von 15. September 1963 bis April 1974
Neu im Herausgeberkreis tauchte
- Karl Linke

auf. Im Layout bekam diagonal über das Titelblatt den noch mehr ins Auge fallenden Schriftzug „Stimme“. Auch einige Fotos tauchten auf. Ausgeschieden waren inzwischen Iwand (durch Tod), Metzger und Werner. Die Mitarbeiterschaft an der Zeitschrift wies inzwischen zwei unterschiedliche Gremien auf:
Herausgeberkreis:
- Martin Niemöller
- Karl Linke
- Herbert Mochalski
- Karl Gerhard Steck
- Gotthilf Weber

Redaktionskollegium:
- Karl Linke
- Hans-Werner Bartsch
- Mechthild Blanke
- Herbert Mochalski
- Hans Joachim Oeffler
- Joachim Perels
- Renate Riemeck
- Horst Stuckmann

### 4. Periode von Mai 1974 bis Dezember 1974
Mit der Nummer 7/8 (April) von 1974 vollzog sich die Streckung der Herausgabeweise auf einen monatlichen Turnus, so dass die Zeitschrift seither als „Monatsschrift“ firmierte. Jetzt hieß die Zeitung „Neue Stimme“.
Anstelle des Bruderrates fungierte als Herausgeber der Evangelische Arbeitskreis „Gemeinde in der Welt“. Verleger war der neu gegründete STIMME-Verlag in Mainz.
Redaktion:
- Hans Werner Bartsch
- Michael Höhn
- Renate Riemeck (verantwortlich)
- Ulrich Schmitthenner
- Hannelis Schulte
- Horst Stuckmann
- Gerhard Wöbbeking

Die Macher begründeten die Veränderung mit der inzwischen veränderten Weltlage wie auch mit der Situation in den Kirchen. Jedes Heft sollte unter einem bestimmten Thema stehen, zu dem es fundierte Informationen geben soll. Außerdem wollte man deutlicher in die theologische und kirchliche Auseinandersetzung eingreifen. Besonders betonte man, dass die jeweils Mitte des Monats erscheinende Zeitschrift auch in die DDR ausgeliefert werde und damit „einen Brückendienst“ leiste.

### 5. Periode von Januar 1975 als „Neue Stimme“ bis Dezember 1979
Ab Januar 1977 vollzog sich die Übernahme durch den Pahl-Rugenstein-Verlag. In dieser Phase wird die Zeitschrift geleitet von:
Herausgeber:
- Hans-Werner Bartsch
- Michael Höhn
- Werner Sanß
- Hannelis Schulte
- Horst Symanowski
- Heinrich Werner

Redaktion:
- Anatol Feid
- Christa Springe
- Heinrich Werner (verantwortlich)

### 6. Periode von Januar 1980 bis Juni 1989
Seit 1980 erschien das Blatt in völlig neuer Aufmachung: schwarzer Umschlag mit aufgedrucktem Titel in roter Farbe. Auch die inhaltliche Profilierung verändert sich in Richtung auf eine Transzendierung der evangelischen Konfession. Die Zeitung definierte sich nun als „Ökumenische Monatsschrift zu Fragen in Kirche, Gesellschaft und Politik“. Entsprechend dazu erweiterten sich Herausgeber- und Redaktionskreis um römisch-katholische Mitglieder. Neu hinzugekommene Herausgeber waren Norbert Greinacher und  Herbert Vorgrimler.
Im letzten Heft 5/6 1989, womit die Existenz der Zeitschrift endet, traten auf als
Herausgeber:
- Norbert Greinacher
- Michael Höhn
- Hans Joachim Oeffler
- Hans Prolingheuer
- Werner Sanß
- Hannelis Schulte
- Franz Segbers
- Horst Sielaff
- Horst Symanowski
- Herbert Vorgrimler
- Heinrich Werner

Redaktion:
- Anatol Feid
- Martin Schuck
- Christa Springe
- Heinrich Werner (verantwortlich)

Der Pahl-Rugenstein-Verlag teilte mit, dass die gewachsenen Kosten nicht mit der Gewinnung neuer Abonnenten wettgemacht werden konnten und deshalb das Erscheinen eingestellt werden müsse. In die bestehenden Abo-Verträge trat der Verlag „Junge Kirche“ ein.